# Emil Štolc

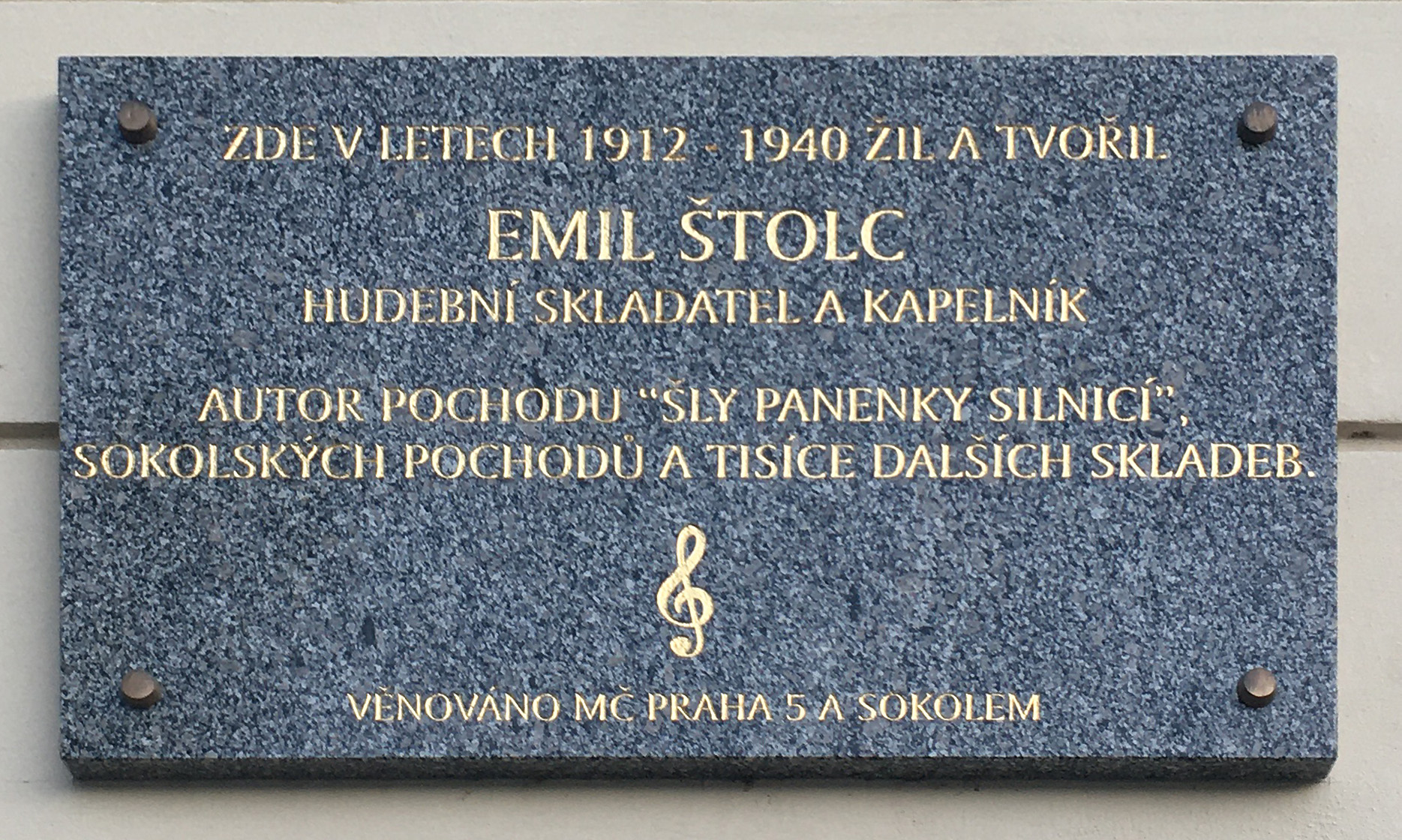
Pamětní deska Emila Štolce na smíchovském domě, kde v letech 1912–1940 žil a tvořil

Emil Štolc (28. října 1888 Chorušice – 1. července 1940 Nový Vestec) byl český hudební skladatel a dirigent. Jeho skladby jsou dodnes v repertoáru mnoha hudebních těles, mimo jiné je hraje i Ústřední hudba Armády ČR.

## Život
Štolc se již od mládí věnoval hudbě. V letech 1903 až 1905 studoval na varhanním oddělení Pražské konzervatoře, ale studium nedokončil. Následující tři roky hrál na křídlovku ve vojenské hudbě v Kutné Hoře. V letech 1908 až 1912 působil jako kapelník vojenské hudby v Brandýse nad Labem. Od roku 1918 působil jako dirigent a později kapelník sokolské hudby v Sokole na Smíchově a od roku 1928 jako kapelník i u Národní gardy. Od roku 1912 měl v Praze na Smíchově vlastní hudební nakladatelství „Melodion“ a později vydával časopis Hudební listy. V roce 1933 ohluchl a veřejné působení ukončil.

## Dílo
Za svůj život složil přes tisíc skladeb, aranžoval a instrumentoval mnoho skladeb, mimo jiné valčíky Jarní zpěvy a Na krásném modrém Dunaji Johanna Strausse ml. Mnoho operních melodií také upravoval do „směsí“ a fantazií jak pro dechové orchestry, tak pro smyčcová obsazení. Věnoval se i pedagogické činnosti. Vydal Sborovou školu pro dechové nástroje.

### Vybrané skladby
- Avion
- Šepot květin
- Buď jen má!
- Dva dudáci
- Fanfárová předehra
- Já a srdce mé (tango)
- Jiřiny
- Jen tobě!
- Když vyjde hvězdička (waltz)
- Kouzlo orientu
- Královna plesu
- Kytice hyacint
- Leonie
- Lili
- Magnolie
- Má královna (předehra)
- Mortaja
- Miss Rab (tango)
- Najada
- Na bále
- Na břehu Vltavy
- Na čaji
- Cestička k milování
- Husitský chorál Kdo jste boží bojovníci (aranžmá)
- Intráda
- Paní mámo
- Popletené vzpomínky

### Smuteční pochody
- Anima mea – Duše moje
- Lehké odpočinutí
- Poslední cesta
- Lacrima mea – Slzy mé
- Odpočívej v pokoji
- Pater noster – Náš otec
- Cestou na hřbitov
- Na věčnost
- Padlým hrdinům

### Pochody
- Admirál
- Bojem k vítězství
- Bratislava
- Pochod Sokolek
- Pochod „dorostenců“
- Vivat Praga
- Pochod legionářů
- Detektiv
- Diplomat
- Do zbraně!
- Jdou sokolské šiky, jdou
- Jen výše, švarný Sokole
- Generál Pellé
- Hasičský pochod
- Herkules
- Maršál Foch
- Pochod dobrovolníků
- Pražská krev
- Náš velitel
- Praktikus (na nahrávce Pochod Practicus uveden autor? Jan Kalinov)
- Šly panenky silnicí (Sokolský pochod sletový – skladba je někdy mylně nazývána Na tom pražskym mostě)
- Věrnost vlasti
- Vždy pohotově